# Questionable Content

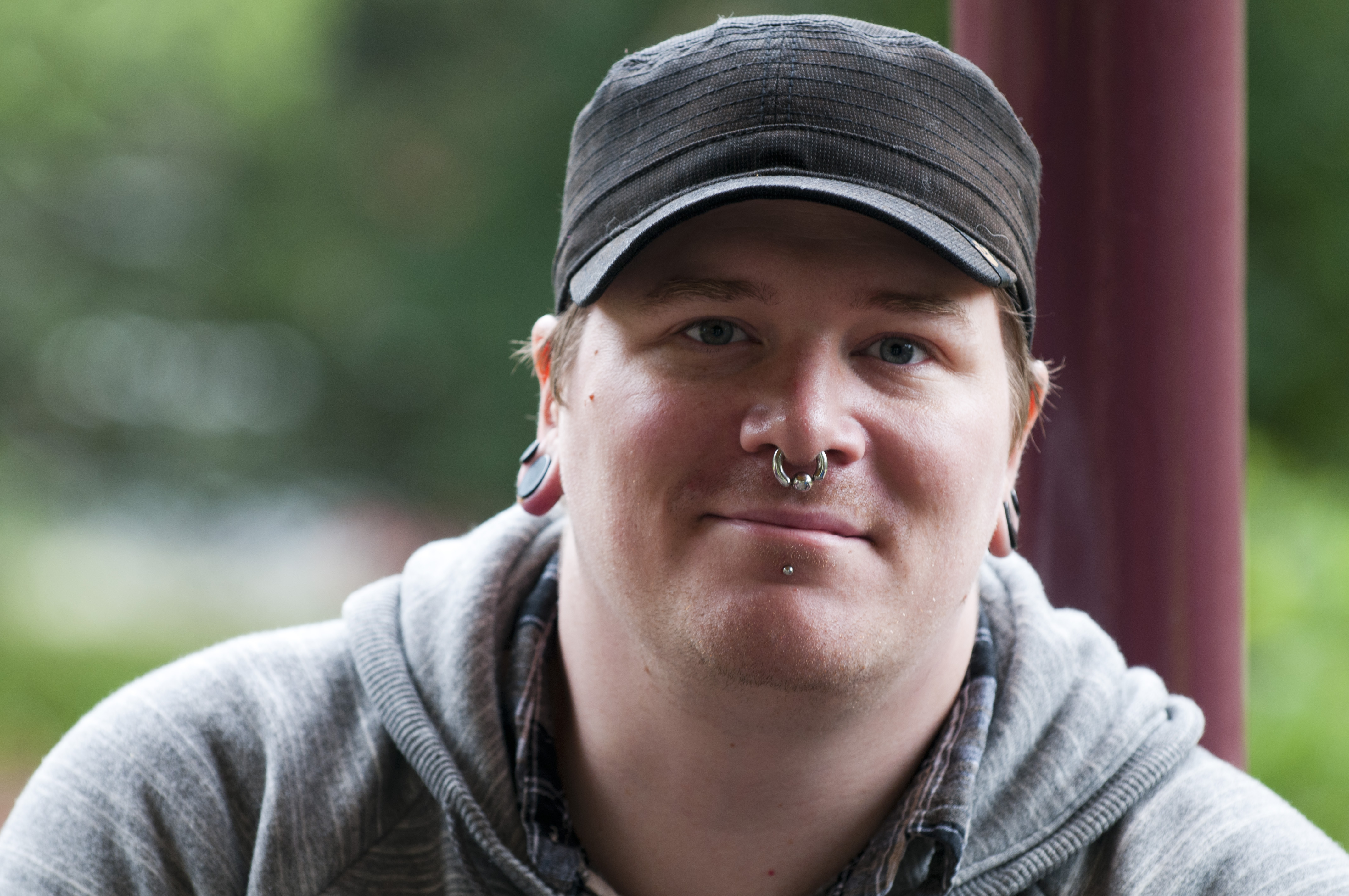
Der Zeichner Jeph Jacques

Questionable Content (deutsch: „fragwürdiger Inhalt“) ist ein englischsprachiger Slice-of-Life-Webcomic des US-Amerikaners Jeph Jacques, der seit dem 1. August 2003 erscheint. Er erzählt hauptsächlich vom Alltagsgeschehen einer Gruppe junger Menschen und der Entwicklung ihrer zwischenmenschlichen Beziehungen. Seit September 2004 erscheint er werktags, zuvor zweimal pro Woche.

## Hintergrund
Jacques arbeitet mittlerweile hauptberuflich an dem Comic. Geld verdient er durch den Verkauf von Büchern, T-Shirts mit Motiven aus dem Comic und anderen Fanartikeln, Spenden, sowie einen Patreon-Account. Letzterer ermöglicht es zahlenden Mitgliedern, Comicstrips 24 Stunden vor Veröffentlichung zu lesen.
Viele Comicstrips werden von einem kurzen Beitrag des Autors begleitet, der für Hintergrundinformationen sorgt, das Geschehen (sehr) kurz kommentiert, oder aus dem Leben des Autors berichtet. Zusätzlich existiert ein eigenes Internetforum.
Die ersten 1799 Comicstrips wurden in 6 Bänden gedruckt veröffentlicht.

## Welt
Questionable Content spielt überwiegend in der US-amerikanischen Stadt Northampton (Massachusetts), in der Jacques lange lebte. Über weite Teile des Comics ist das fiktive Café Coffee of Doom der zentrale Handlungsort. Dort sind verschiedene Charaktere beschäftigt. Andere studieren, oder arbeiten in einer Universitätsbibliothek. Die Welt ähnelt der Gegenwart, hat jedoch auch Science-Fiction-Elemente.
Eine Reihe von Charakteren gehört ethnischen, sexuellen oder anderen Minderheiten an. Eine der Welt eigene Minderheit sind künstliche Intelligenzen auf normalerweise etwa menschlichem Niveau, die fast immer in anthropomorphen Roboterkörpern leben. Sie unterhalten berufliche, freundschaftliche, romantische und sexuelle Beziehungen zu Menschen und untereinander.